# Protosłońce
Protosłońce – Słońce na etapie ewolucji protogwiazdy. Etap zapoczątkowany około 4,6 miliarda lat temu. Obiekt astronomiczny powstały wskutek kurczenia się obłoku materii międzygwiazdowej spowodowanego działaniem sił grawitacji. Pierwotny obłok składał się przede wszystkim z atomów wodoru (około 74,91 % masy) i helu (około 23,77% masy), ale występowały w nim też niewielkie ilości atomów cięższych pierwiastków (około 1,33 % – głównie w postaci ziaren pyłu), pozostałość po rozproszonej materii gwiazd supernowych.
Kurczenie się Protosłońca powodowało wzrost temperatury w jego wnętrzu wskutek zamiany energii grawitacyjnej na energię cieplną. Transport energii na powierzchnię odbywał się już nie za pomocą promieniowania, lecz drogą konwekcji, czyli mieszania się mas gazu. Gdy temperatura powierzchni Protosłońca wzrosła do około 1000 - 10 000 K obiekt zaczął świecić. Protosłońce otoczone było obłokiem pochłaniającym promieniowanie widzialne. Protosłońce zmieniło się w gwiazdę, gdy obłok osiadł na gwiazdę i został rozproszony na tyle, że promieniowanie podczerwone i widzialne przechodziło przez niego. Gdy temperatura we wnętrzu wzrosła do około 10 milionów K zaczęły zachodzić reakcje termojądrowe, czyli przemiana wodoru w hel. W ten sposób powstało wewnętrzne źródło energii, które przeciwdziałając sile grawitacyjnego zapadania się, doprowadziło do stanu równowagi hydrostatycznej. Uzyskanie tego stanu oznaczało osiągnięcie przez Słońce kolejnego etapu ewolucji znanego jako ciąg główny. Jest to faza, w której Słońce znajduje się obecnie.
Od początku formowania się Protosłońca do momentu zapoczątkowania reakcji termojądrowej w jego wnętrzu upłynęło około kilkadziesiąt milionów lat.